# 北肯特島
76°40′N 090°15′W / 76.667°N 90.250°W

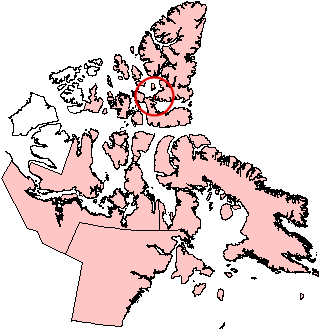

北肯特島是加拿大的島嶼，位於北冰洋海域，屬於伊麗莎白女王群島的一部分，由基吉柯塔魯克地區負責管轄，長42公里、寬23公里，面積590平方公里，最高點海拔高度600米，島上無人居住。